# Bremia mirifica
Bremia mirifica är en tvåvingeart som beskrevs av Gagne 1994. Bremia mirifica ingår i släktet Bremia och familjen gallmyggor.
Artens utbredningsområde är Colombia. Inga underarter finns listade i Catalogue of Life.